# Soli Deo gloria
Soli Deo gloria (скорочено S.D.G; з латини — «єдиному Богові слава») — це християнська доктрина, яка є одним зі стовпів протестантської віри. Під висловом йдеться, що все зроблене, це в славу Богові, виносячи за дужки людську пиху і гордощі. Миряни повинні мотивуватися і надихатися Божою славою, а не власною. Зокрема, протестанти вірять, що людина не гідна відданій славі й пошані, тому будь-які святі, канонізовані у римо-католицькій або православній церкві відкидаються як хибні.
Абревіатура S.D.G часто використовувався такими митцями як Йоганн Себастьян Бах, Георг Фрідріх Гендель та Крістоф Граупнер, для позначення того, що твір було створено задля слави Бога. Як привітання вона використовувалася ченцями цистерціанських і траппістських чернечих орденів під час листування.

## Біблійні уривки
«Тож, коли ви їсте, чи коли ви п'єте, або коли інше що робите, усе на Божу славу робіть!» 1-е до коринтян 10:31

«Коли хто говорить, говори, як Божі слова. Коли хто служить, то служи, як від сили, яку дає Бог, щоб Бог прославлявся в усьому Ісусом Христом, що Йому слава та влада на віки вічні, амінь.» 1-е Петра 4:11

«Бо все з Нього, через Нього і для Нього! Йому слава навіки. Амінь.» До римлян 11:36